# Rubovszky Rita
Rubovszky Rita (1965–) kulturális szakember.

## Életrajz
Bölcsészként és középiskolai tanárként szerzett diplomát 1988-ban a szegedi József Attila Tudományegyetem magyar-francia összehasonlító irodalomtudományi szakán. Ösztöndíjjal kijutott a párizsi Sorbonne egyetemre.
6 éven keresztül tanított a második kerületi Móricz Zsigmond Gimnáziumban, a Kodály Zoltán Kórusiskolában, és egy évtizeden keresztül tagja volt a Rigó utcai nyelvvizsgabizottságnak. Tizenkét éven át alelnöke volt a Katolikus Tanárok Európai Egyesületének, emellett távoktatási referense volt az Európai Uniónak Brüsszelben. 
1998-ban alapító vezérigazgatója lett a Hungarofest Nemzeti Rendezvényszervezô Kht.-nak 2010-ig. 1998 és 2000 között a brüsszeli Europalia magyar programigazgatója. Számos Magyarországot bemutató kulturális évadot irányított Olaszországban, Franciaországban és másutt. 2003-tól az általa alapított Millennium Intézet igazgatója volt, melynek keretében 2004-tôl a Várostudás Kollégium előadás-sorozatot szervezte. Ezzel párhuzamosan az Europtimus Rt. PR-igazgatója, amely magyar-francia részvénytársaság non-profit és civil szervezetek számára nyújtott kommunikációs és marketing tanácsadást.
A Pécs európa kulturális fővárosa programsorozatának levezénylése után egykori alma materének hívására visszatért a tanításhoz, és 2022/23-as tanév végéig főigazgatóként a Patrona Hungariae Gimnáziumot igazgatta.
2023 szeptemberétől a Ciszterci Iskolai Főhatóság igazgatója.

## Elismerései
- a Francia Köztársaság Művészeti és Irodalmi Rendjének lovagi fokozata (2002)[1]
- a Francia Köztársaság Művészeti és Irodalmi Rendjének tiszti fokozata (2010) [4]
- a Magyar Érdemrend Lovagkeresztje (2012) [5]
- Pro Educanda Iuventute díj (2013) [6]
- a Francia Köztársaság Becsületrendje (?)[forrás?]